# Kevin Wilson
Kevin Wilson est un footballeur international jamaïcain né le 13 septembre 1976. Il évolue au poste d'attaquant avec l'Arnett Gardens FC.

## Biographie
Surnommé "Pele", Kevin Wilson dispute deux saisons avec l'Impact de Montréal en Première division de l'USL.
Il reçoit un total de 11 sélections en équipe de Jamaïque, inscrivant un but.

## Palmarès
- Champion de Jamaïque en 2001, 2002 et 2015 avec l'Arnett Gardens
- Finaliste du CFU Club Championship en 2002 avec l'Arnett Gardens